# Airbus A319
Airbus A319 — член семейства среднемагистральных узкофюзеляжных коммерческих пассажирских двухдвигательных реактивных авиалайнеров Airbus A320 малой и средней дальности; может перевозить от 124 до 156 пассажиров. Он имеет укороченный фюзеляж, основанный на базовом A320. Эксплуатация самолёта началась в апреле 1996 года, примерно через восемь лет после A320. Самолёт имеет схожую с другими самолётами семейства Airbus A320 конструкцию, что позволяет пилотам других авиалайнеров семейства A320 управлять самолётом без необходимости переобучения.
В декабре 2010 года Airbus анонсировала новое поколение семейства A320, A320neo. A320neo имеет новые усовершенствованные двигатели, что снижает расход топлива на 15% и повышает дальность полёта. Вариант A319neo получил винглеты (называемых Airbus шарклетами (англ. Sharklets)).
На 31 января 2023 года было продано 1496 самолётов Airbus A319.

## История
После успешных продаж Airbus A320 и Airbus A321 был открыт проект Airbus A320-M7, что означает Airbus A320 без 7 шпангоутов фюзеляжа (англ. Airbus A320 minus seven fuselage frames). Это должно было обеспечить конкуренцию Boeing 737 Classic а также коротким версиям Boeing 737 Next Generation. Airbus A319 является версией Airbus A320 без четырёх шпангоутов в носовой части и трёх шпангоутов в области крыла. В результате этого, самолёт стал на 3,73 метра короче A320. Кроме длины и некоторых изменений в бортовые компьютеры самолёта, A319 ничем не отличается от A320.
Первый полёт Airbus A319 совершил 25 августа 1995 года. После того как самолёт прошёл сертификацию, первый A319 был передан в авиакомпанию Swissair 25 апреля 1996 года.
В декабре 2010 года Airbus анонсировало появление Airbus A320neo, что является вариантом Airbus A320 с новыми, более эффективными двигателями. Airbus A319neo, самый маленький самолёт в семействе A320neo, совершил первый полёт 31 марта 2017 года и вступил в эксплуатацию 18 февраля 2022 года, когда China Southern Airlines получила свой первый самолёт этого типа.
Прямой конкурент Airbus A319 - Boeing 737-700.

## Варианты

### A319CJ

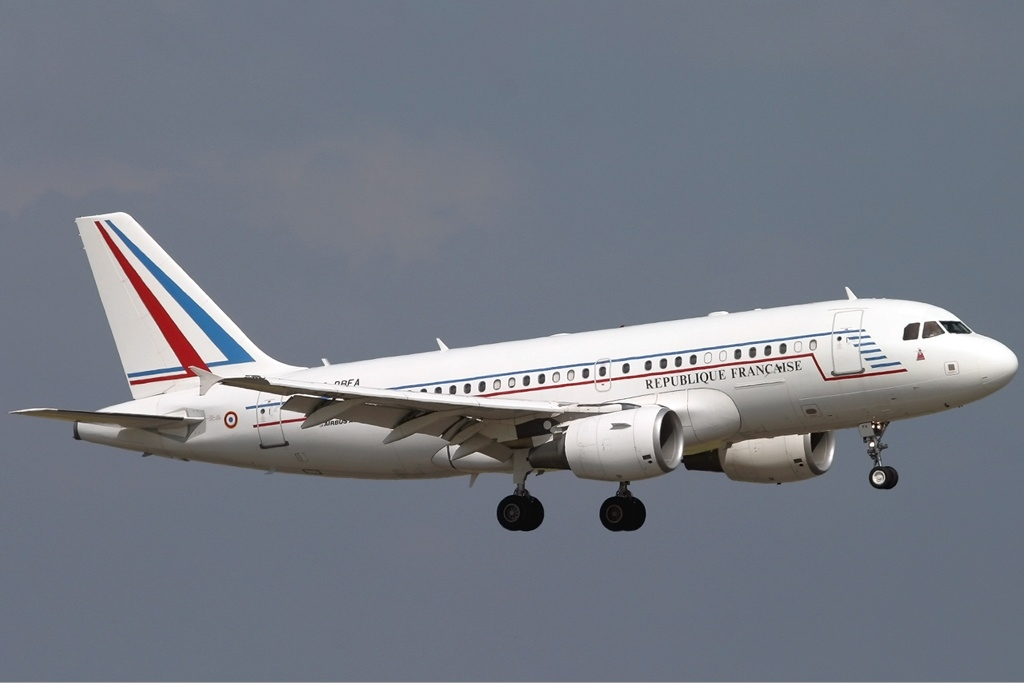
Airbus A319CJ

A319CJ (Corporate Jet) является версией Airbus A319, используемой в качестве бизнес-джета. Имеет дополнительные топливные баки, может иметь до шести центральных топливных баков. Дальность полёта может достигать 11 100 километров. Может вместить в себя до 39 пассажиров, однако по просьбе заказчика, можно сделать любую компоновку салона. A319CJ перевозит официальные лица в следующих странах: Албания, Армения, Азербайджан, Бразилия, Болгария, Венесуэла, Германия, Италия, Малайзия, Словакия, Таиланд, Турция, Украина и Чехия.
Прямыми конкурентами являются модели Boeing Business Jet, а также Gulfstream G550, Gulfstream G650 и Bombardier Global Express.

### A319neo

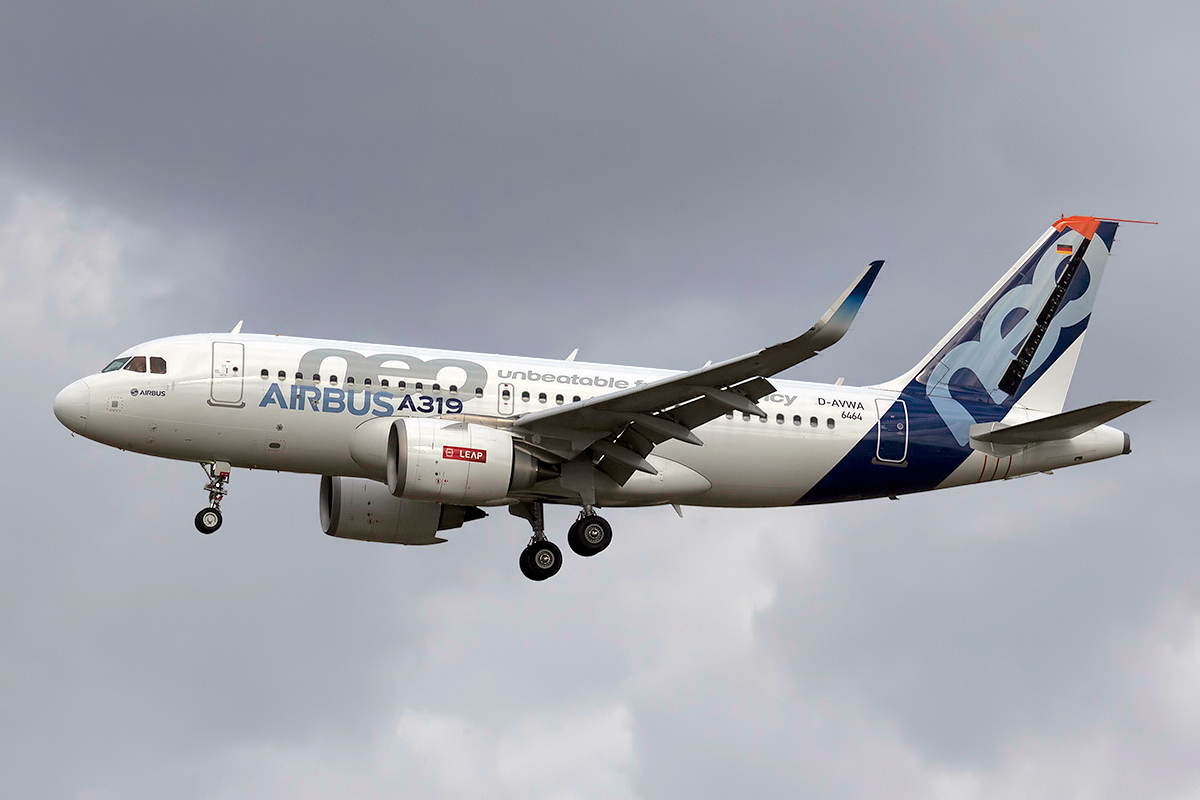
Airbus A319neo в аэропорту Тулуза-Бланьяк

A319neo входит в семейство Airbus A320neo, которые производятся с 2010 года. A319neo (англ. New Engine Option, что переводится как новый вариант двигателя) заменяет старый A319 который теперь называется A319ceo (англ. Current Engine Option, что переводится как текущий вариант двигателя).
Помимо новых двигателей, в A319neo была улучшена аэродинамика и добавлены винглеты (называемых Airbus шарклетами (англ. Sharklets)), а также был снижен вес самолёта, был добавлен новый пассажирский салон и была добавлена усовершенствованная система очистки воздуха. Также будет снижен расход топлива примерно на 15%, в сравнении с базовой моделью.
Airbus A319neo является наименее популярным самолётом семейства A320neo, по состоянию на 31 января 2018 года, было продано всего 55 самолётов A319neo, в то время как Airbus продал 4179 самолётов A320neo и 2292 самолётов A321neo.

### Airbus A319 MPA
Военная версия A319. Разработка началась в 2018 году. Является конкурентом Boeing P-8 Poseidon, модификацией Boeing 737.

### Airbus A319LR

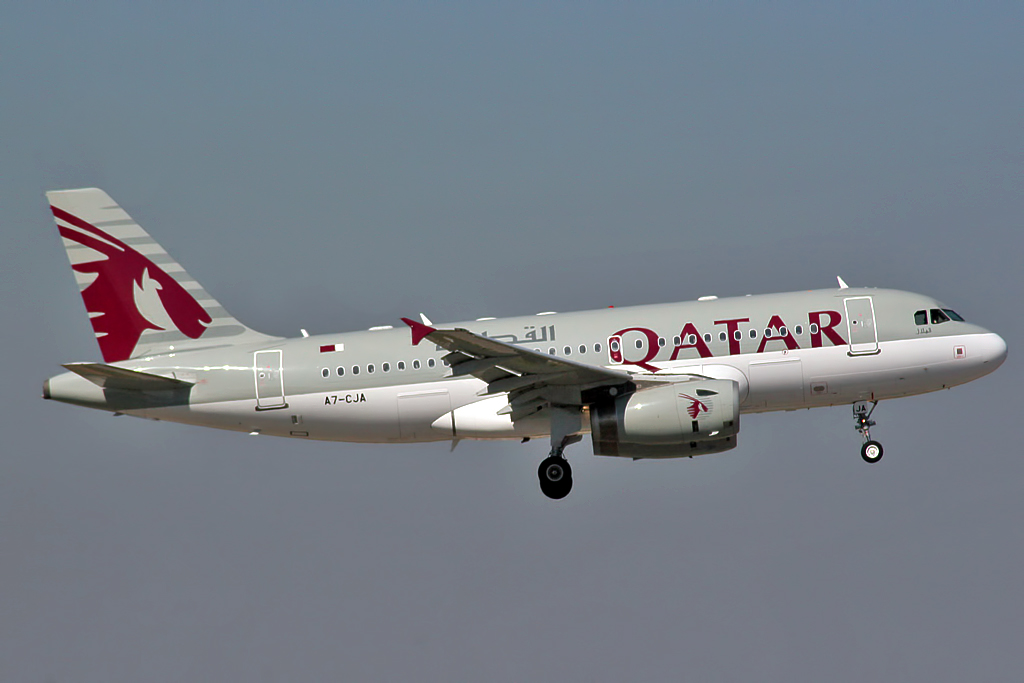
Airbus A319LR авиакомпании Qatar Airways

Дальнемагистральная версия Airbus A319. Дальность полёта была увеличена до 8300 километров. Qatar Airways стала стартовым заказчиком этой модели.

## Заказы
EasyJet и American Airlines владеют самым большим количеством Airbus A319.
|         | Заказы | Поставки | Поставки | Поставки | Поставки | Поставки | Поставки | Поставки | Поставки | Поставки | Поставки | Поставки | Поставки | Поставки | Поставки | Поставки | Поставки | Поставки | Поставки | Поставки |
| Модель  | Заказы | Всего    | 2023     | 2022     | 2021     | 2020     | 2019     | 2018     | 2017     | 2016     | 2015     | 2014     | 2013     | 2012     | 2011     | 2010     | 2009     | 2008     | 2007     | 2006     |
| ------- | ------ | -------- | -------- | -------- | -------- | -------- | -------- | -------- | -------- | -------- | -------- | -------- | -------- | -------- | -------- | -------- | -------- | -------- | -------- | -------- |
| A319ceo | 1486   | 1484     | —        | —        | 2        | 3        | 4        | 8        | 3        | 4        | 24       | 34       | 38       | 38       | 47       | 51       | 88       | 98       | 105      | 137      |
| A319neo | 92     | 12       | 2        | 6        | 2        | —        | 2        | —        | —        | —        | —        | —        | —        | —        | —        | —        | —        | —        | —        | —        |
| Всего   | 1578   | 1496     | 2        | 6        | 4        | 3        | 6        | 8        | 3        | 4        | 24       | 34       | 38       | 38       | 47       | 51       | 88       | 98       | 105      | 137      |

| Поставки | Поставки | Поставки | Поставки | Поставки | Поставки | Поставки | Поставки | Поставки | Поставки | Поставки |
| Модель   | 2005     | 2004     | 2003     | 2002     | 2001     | 2000     | 1999     | 1998     | 1997     | 1996     |
| -------- | -------- | -------- | -------- | -------- | -------- | -------- | -------- | -------- | -------- | -------- |
| A319ceo  | 142      | 87       | 72       | 85       | 89       | 112      | 88       | 53       | 47       | 18       |
| A319neo  | —        | —        | —        | —        | —        | —        | —        | —        | —        | —        |
| Всего    |          |          |          |          |          |          |          |          |          |          |

## Авиационные происшествия
По состоянию на апрель 2023 года было зарегистрировано 24 аварии с участием этого самолёта, в том числе 5 аварий с потерей борта. В этих авариях никто не погиб.
| Дата       | Бортовой номер | Место происшествия | Жертвы | Краткое описание |
| ---------- | -------------- | ------------------ | ------ | --- |
| 15.05.2000 | C-FYJE         | Онтарио            | 0/100  | Во время полёта случайно выпустился аварийный трап самолёта. Самолёт получил лёгкие повреждения и был отремонтирован.                      |
| 19.01.2003 | N313NB         | Нью-Йорк           | 0/2    | В аэропорту Ла-Гуардия столкнулся с Boeing 757. Списан.                                                                                    |
| 10.05.2005 | N368NB         | Миннеаполис        | 0/43   | Проблемы с гидравлической системой. После аварийной посадки во время руления столкнулся с DC-9.                                            |
| 08.09.2006 | C-GJTA         | Нью-Йорк           | 0/109  | В аэропорту Ла-Гуардия столкнулся с E-170. Отремонтирован.                                                                                 |
| 09.01.2008 | N349NB         | Детройт            | 0/73   | Во время захода на посадку повреждение двигателя № 2.                                                                                      |
| 17.02.2008 | N752US         | Вашингтон          | 0/51   | В аэропорту Вашингтона во время руления столкнулся с E-170.                                                                                |
| 10.01.2010 | N816UA         | Ньюарк             | 0/53   | Посадка с невыпущенной правой основной стойкой шасси. Отремонтирован.                                                                      |
| 12.08.2010 | 4K-AZ04        | Стамбул            | 0/127  | После выкатывания за пределы ВПП при посадке подломилась стойка шасси. Отремонтирован.                                                     |
| 24.09.2010 | EL-EDM         | Палермо            | 0/129  | В сложных метеоусловиях приземлился за 367 метров до торца ВПП, проскользил до ВПП и разрушился. 34 получили лёгкие ранения. Списан.       |
| 13.12.2011 | F-GRHS         | Париж              | 0/119  | В результате ошибок экипажа совершил жёсткую посадку и разрушился. Самолёт получил существенные повреждения, но был отремонтирован.        |
| 14.02.2012 | G-EZFV         | Лондон             | 0/148  | Во время ухода на второй круг коснулся ВПП и перегрузками в 2,99g.                                                                         |
| 24.05.2013 | G-EUOE         | Лондон             | 0/80   | Вскоре после взлёта произошли проблемы с гидравликой и утечка топлива. Во время аварийной посадки загорелся двигатель № 2. Отремонтирован. |
| 13.06.2013 | RP-C3197       | Манила             | 0/101  | Во время приземления стойками шасси повредил огни на ВПП. Незначительные повреждения стоек шасси.                                          |
| 14.04.2014 | XY-AGR         | Янгон              | 0/0    | Во время руления, A320 столкнулся с A319 который был на стоянке.                                                                           |
| 14.01.2016 | V5-ANL         | Виндхук            | 0/110  | Во время захода на посадку столкнулся с птицами, в результате чего в фюзеляже образовалась дыра. Самолёт был отремонтирован.               |
| 02.04.2017 | C-GBHN         | Тампа              | 0/н.д. | Автобус врезался в A319 когда он был на стоянке.                                                                                           |
| 03.12.2017 | N9011P         | Майами             | 0/н.д. | Во время руления столкнулся с Boeing 737.                                                                                                  |
| 15.01.2018 | 5A-OHK         | Триполи            | 0/0    | Был уничтожен во время боёв за аэропорт.                                                                                                   |
| 27.03.2018 | G-EJMK         | Мурсия             | 0/130  | Во время взлёта столкнулся со стаей птиц. Взлёт был прерван.                                                                               |
| 14.05.2019 | B-6419         | Дзэнлха            | 0/128  | Во время полёта вырвало лобовое стекло в кабине пилотов. Второго пилота частично вытянуло наружу. Совершил успешную аварийную посадку.     |
| 30.07.2019 | D-AILR         | Франкфурт          | 0/н.д. | Во время посадки пассажиров самолётная лестница столкнулась с хвостовой частью самолёта. Списан.                                           |
| 07.07.2020 | HB-JOH         | Неаполь            | 0/0    | Был повреждён во время технического обслуживания. Списан.                                                                                  |
| 15.02.2022 | N354NB         | Мехико             | 0/н.д. | Отказ двигателя во время взлёта. Прерванный взлёт. Лопнула стойка шасси и самолёт получил значительные повреждения, но был отремонтирован. |
| 12.05.2022 | B-6425         | Чунцин             | 0/122  | Прерванный взлёт и выкатывание за пределы ВПП. Самолёт сгорел и был списан.                                                                |

## Лётно-технические характеристики
| Экипаж                                      | 2 человека      |
| Максимальная пассажировместимость (1 класс) | 156 человек     |
| Обычная пассажировместимость (1 класс)      | 144 человека    |
| Обычная пассажировместимость (2 класса)     | 124 человек     |
| Грузовместимость                            | 27,7 м3         |
| Длина                                       | 33,84 метра     |
| Размах крыла                                | 35,8 метров     |
| Площадь крыла                               | 122,4 м3        |
| Стреловидность крыла                        | 25°             |
| Высота киля                                 | 11,76 метров    |
| Ширина салона                               | 3,70 метра      |
| Ширина фюзеляжа                             | 3,95 метра      |
| Высота фюзеляжа                             | 4,14 метра      |
| Максимальная взлётная масса                 | 75,5 тонн       |
| Максимальная посадочная масса               | 62,5 тонн       |
| Крейсерская скорость                        | 0,78 Маха       |
| Максимальная скорость                       | 0,82 Маха       |
| Дальность полёта                            | 6940 километров |